# Orliac-de-Bar
Orliac-de-Bar település Franciaországban, Corrèze megyében. Lakosainak száma 256 fő (2022. január 1.). Orliac-de-Bar Bar, Beaumont, Corrèze, Meyrignac-l’Église, Saint-Augustin és Saint-Salvadour községekkel határos.

## Népesség
A település népességének változása:
| Lakosok száma | 289  | 273  | 234  | 257  | 278  | 285  | 283  | 264  | 262  | 256  |
|               | 1968 | 1982 | 1990 | 2006 | 2013 | 2015 | 2017 | 2019 | 2020 | 2022 |